# Adagdak
De Adagdak is een vulkaan op de Aleoeten, behorend tot de Amerikaanse staat Alaska. De stratovulkaan is 645 meter hoog. De Adagdak is gevormd tijdens het Holoceen en er zijn geen uitbarstingen tijdens de historie bekend. De top wordt gevormd door een vulkanische plug van andesitisch stollingsgesteente.